# Episodi di Curb Your Enthusiasm (undicesima stagione)
L'undicesima stagione della serie televisiva Curb Your Enthusiasm è stata trasmessa negli Stati Uniti dal 24 ottobre al 26 dicembre 2021 sul canale via cavo HBO.
| nº | Titolo originale      | Titolo italiano | Prima TV USA     | Prima TV Italia |
| -- | --------------------- | --------------- | ---------------- | --------------- |
| 1  | The Five-Foot Fence   |                 | 24 ottobre 2021  |                 |
| 2  | Angel Muffin          |                 | 31 ottobre 2021  |                 |
| 3  | The Mini Bar          |                 | 7 novembre 2021  |                 |
| 4  | The Watermelon        |                 | 14 novembre 2021 |                 |
| 5  | IRASSHAIMASE!         |                 | 21 novembre 2021 |                 |
| 6  | Man Fights Tiny Woman |                 | 28 novembre 2021 |                 |
| 7  | Irma Kostroski        |                 | 5 dicembre 2021  |                 |
| 8  | What Have I Done?     |                 | 12 dicembre 2021 |                 |
| 9  | Igor, Gregor, & Timor |                 | 19 dicembre 2021 |                 |
| 10 | The Mormon Advantage  |                 | 26 dicembre 2021 |                 |